# Rodziewszczyzna (rejon głębocki)
Rodziewszczyzna – dawny folwark. Tereny, na których leżał, znajdują się obecnie na Białorusi, w obwodzie witebskim, w rejonie głębockim, w sielsowiecie Łomasze.

## Historia
W czasach zaborów dobra i folwark w gminie Prozorki, w powiecie dzisieńskim, w guberni wileńskiej Imperium Rosyjskiego. Pod koniec XIX wieku własność Szyszków i Niemiry.
W latach 1921–1945 folwark leżał w Polsce, w województwie wileńskim, w powiecie dziśnieńskim w gminie Orzechowo, od 1923 roku w gminie Prozoroki.
Według Powszechnego Spisu Ludności z 1921 roku zamieszkiwało tu 28 osób, 2 były wyznania rzymskokatolickiego a 26 prawosławnego. Jednocześnie 2 mieszkańców zadeklarowało polską, 26 białoruską przynależność narodową. Były tu 2 budynki mieszkalne. W 1931 w 2 domach zamieszkiwało 21 osób.
Wierni należeli do parafii rzymskokatolickiej w Prozorokach i prawosławnej w Błosznikach. Miejscowość podlegała pod Sąd Grodzki w Głębokiem i Okręgowy w Wilnie; właściwy urząd pocztowy mieścił się w Prozorokach.